# Митко Митков
Митко Киров Митков (Славчо) е български партизанин, офицер, генерал-полковник и политик от БКП.

## Биография
Роден е на 15 ноември 1926 г. в ловешкото село Казачево. Партизанин в партизански отряд „Христо Кърпачев“. Член на БКП от 1944 г. След 9 септември се включва във войната срещу Германия в гвардейската рота, придадена към 34-ти пехотен троянски полк. Влиза в българската армия през 1945 г. Завършва Генералщабна академия в Москва. През 50-те години е началник на отдел „Информация“ в Разузнавателното управление. Между 1968 и 1970 г. е заместник-началник на Разузнавателното управление на Генералния щаб на българската народна армия. След това е военен аташе (1971 – 1973). От 1974 до 1979 г. е заместник-завеждащ Отдел „Военен“ при ЦК на БКП. Бил е първи заместник-началник на Главното политическо управление на българската народна армия (ГлПуна), а от 1983 г. негов началник. От 1981 до 1986 г. е кандидат-член на ЦК на БКП, а от 1986 до 1990 г. е член на ЦК на БКП. Заместник-председател на Централния съвет на Българския антифашистки съюз. Носител на орден „Георги Димитров“.